# 茹城堡

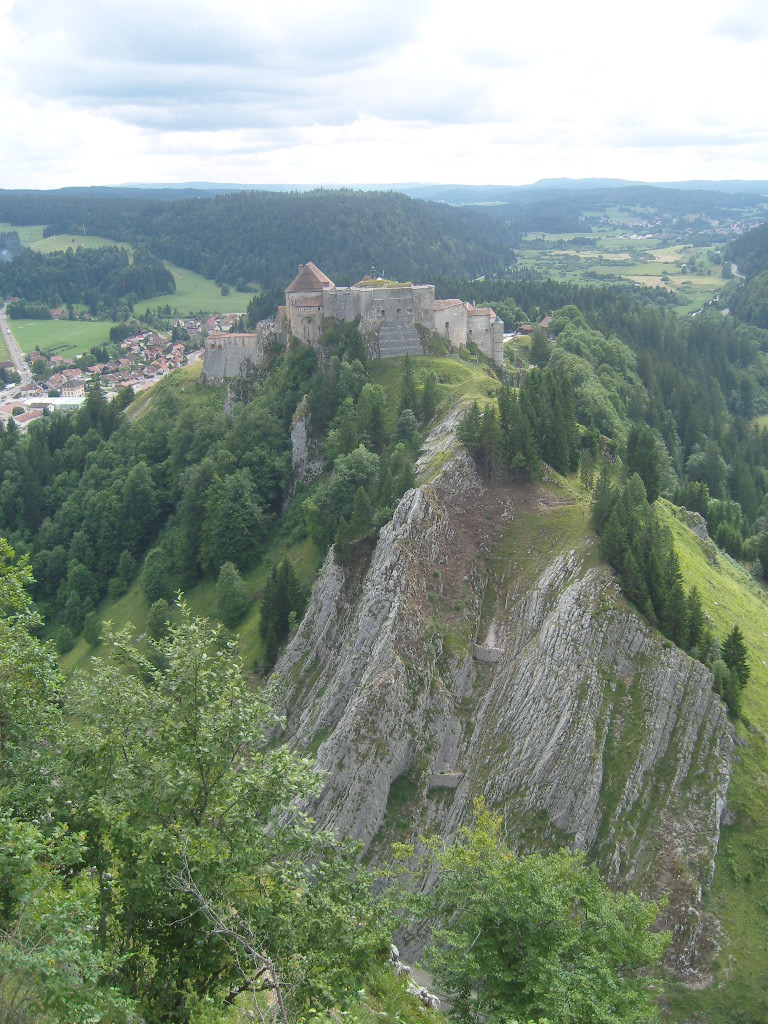
茹城堡

茹城堡（法語：Château de Joux，法語發音：[ʃato də ʒu]）是位於法國杜省汝拉山拉克吕斯和米茹的一座城堡。城堡内有一个武器博物馆，展出了600多件18世纪初至20世纪的稀有武器，其中包括一把1717年的稀有步枪。城堡内还有一口井，井深147米，曾是法国最深的井。

## 歷史
城堡建於11世纪。1454年，勃艮第公爵菲利普三世买下了城堡，并将其改造成了一个边防要塞，為其增加了护城河和兵营。此后城堡又先後落入大膽查理、勃艮第的瑪麗、馬克西米利安一世、奥地利的玛格丽特和查理五世手中。1678年，城堡落入路易十四統治下的法國手中。1814年，奥地利人占领了城堡。1879年，約瑟夫·霞飛上尉对城堡进行了现代化改造，并将其改造成了马奇诺防线上的一座堡垒，以防止德国人从瑞士入侵法國。1949年，法国文化部将该城堡列为法国历史遗迹。
17世纪至19世纪期间，茹城堡也是法国的一個监狱。奥诺雷·米拉波、海因里希·冯·克莱斯特和海地革命领袖杜桑·盧維杜爾曾囚禁於此，1803年4月7日，杜桑·盧維杜爾在茹城堡去世。

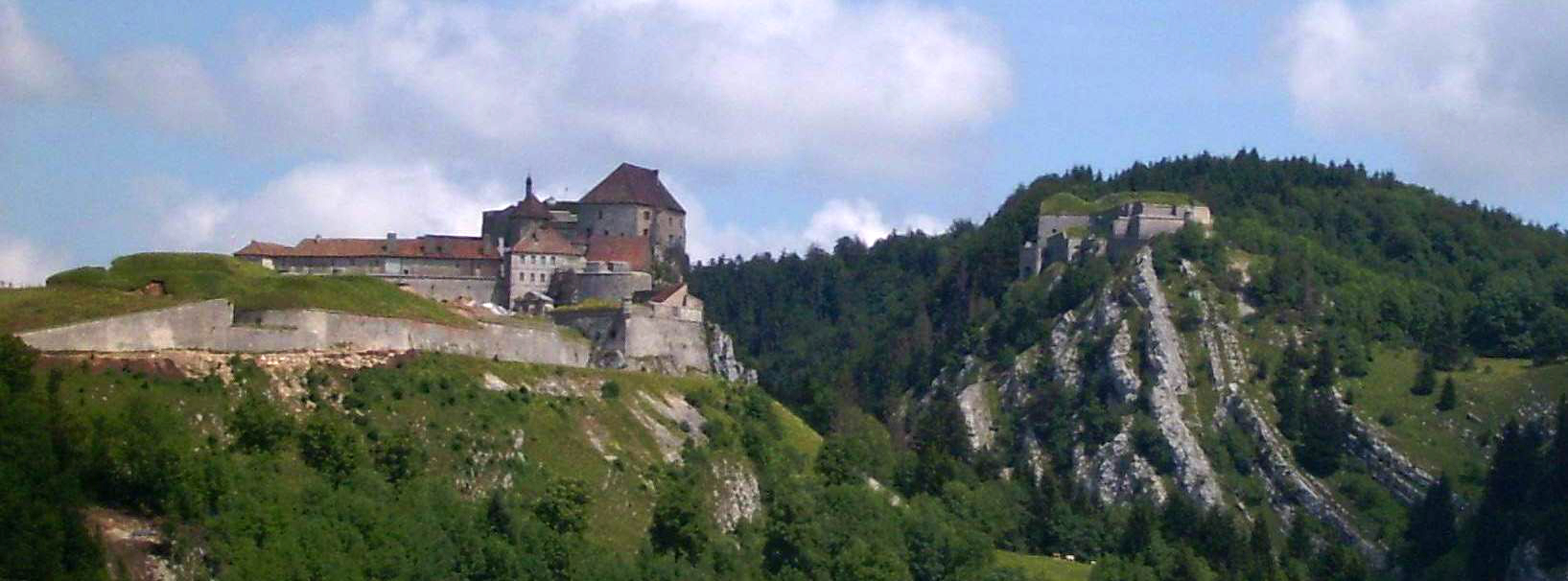
几个世纪以来，茹城堡一直扼守着法国與瑞士之间的交通要道